# Arthur von Stürler

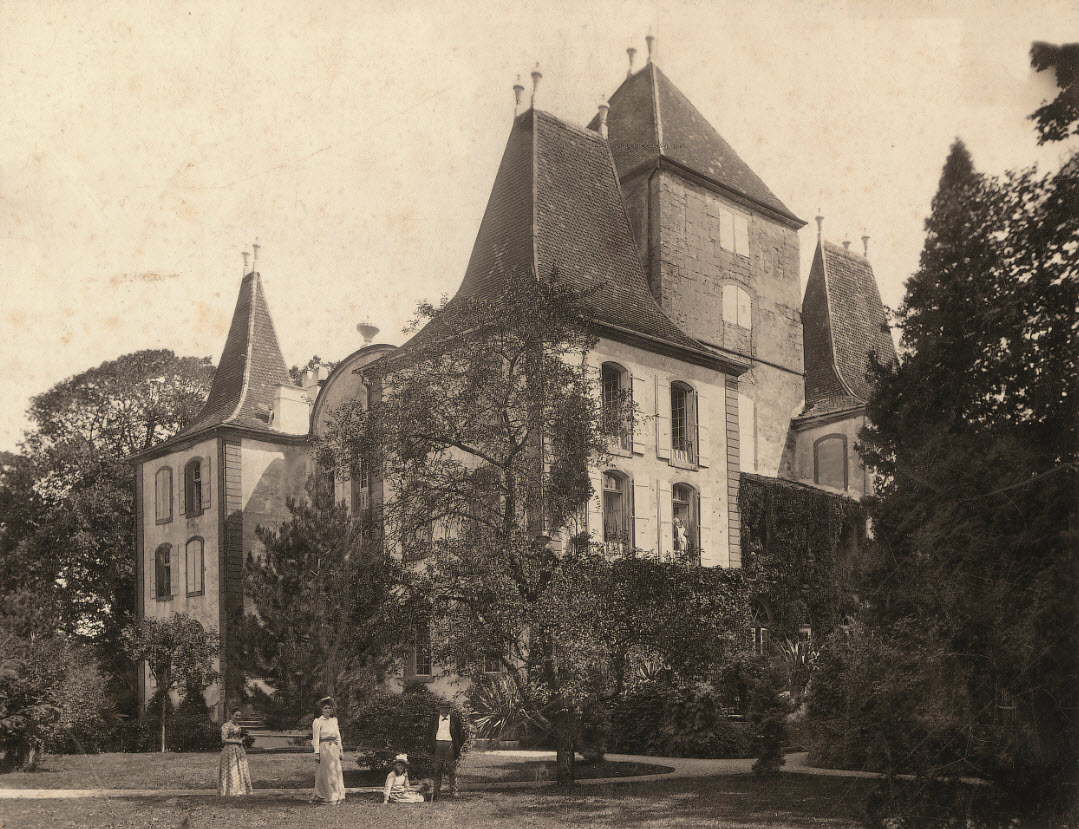
Arthur von Stürler mit seiner Familie vor dem Schloss Jegenstorf (um 1912)

Arthur Albert Vincenz von Stürler (* 8. September 1874 in Jegenstorf; † 4. Oktober 1934 ebenda) war ein Schweizer Unternehmer, Offizier und Gutsbesitzer.

## Leben
Arthur von Stürler entstammte dem Berner Patriziergeschlecht von Stürler und kam als Sohn des Eduard Rudolf Ludwig Alexander von Stürler (1844–1912) und dessen Frau Hélène Julie Sophie Marcuard (1844–1895) zur Welt, er war ein Urenkel des Architekten Ludwig Samuel Stürler. Er hatte drei Brüder und zwei Schwestern. Die beiden älteren Brüder starben im Kindesalter, seine ältere Schwester war Helene Escher-von Stürler, die 1908 auf tragische Weise ums Leben kam. Seine jüngere Schwester Marie Elisabeth de Sergue verstarb 1943 infolge unglücklicher Verkettungen während eines Einsatzes des Militärischen Frauendienstes. 1899 heiratete er Margaretha von Müller (1874–1952), Tochter von Edgar Karl von Müller und Josefa Mathilde Drotleff aus Hermannstadt, eine Urenkelin Philipp Emanuel von Fellenbergs. Stürler und Gretchen von Müller hatten vier Töchter.
Stürler wurde Teilhaber der Teigwarenfabrik Usine de produits alimentaires au Torrent-Cormoret an der Doux, deren Verwaltungsratspräsident sein Vater Eduard von Stürler seit 1893 war. 1900 trat er in das 1897 durch seinen Vater gegründete Getreidehandelsunternehmen von Stürler & Cie. ein. Diese Firma wurde 1910 liquidiert, unter demselben Namen gründeten Stürler und sein Bruder Werner von Stürler unmittelbar eine Kollektivgesellschaft für Getreidehandel en gros, mit Sitz an der Neuengasse 39 in Bern, Zweigniederlassung in Feodossija (Krim). 1912 erbte Stürler Schloss Jegenstorf als Fideikommiss (Majorat), testamentarisch begründet durch den kinderlosen Rudolf Gabriel von Stürler. Er liess das Schloss in den Jahren 1913 bis 1916 durch die Architekten Willy Stettler (1877–1949) und Fritz Hunziker im Stil des Neobarock renovieren und umgestalten.
Durch die Oktoberrevolution in Russland verlor von Stürler & Cie. das Geschäft auf der Krim. Stürler und sein Bruder Werner von Stürler gerieten dadurch in finanzielle Bedrängnis. Am 2. April 1925 liess er die von Stürler & Cie. als Kommanditgesellschaft im Handelsregister eintragen, mit der Bemerkung der vertraglichen Güterstandstrennung von seiner Frau Gretchen. Er sah sich zunehmend gezwungen, Familienaltertümer und Teile aus seiner Kachelofen-Sammlung im Schloss Jegenstorf zu veräussern. Am 5. Mai 1930 wurde in Bern der Nachlassvertrag verhandelt. 1934 verstarb Stürler in Jegenstorf infolge eines Unfalls. Die Erbinnen schlugen das Erbe am 7. Januar 1935 aus, Schloss Jegenstorf wurde daraufhin am 27. Mai 1936 konkursamtlich versteigert. Der auf Initiative von Stürlers Schwiegersohn Armand von Ernst 1936 gegründete Verein zur Erhaltung des Schlosses Jegenstorf erhielt bei der Versteigerung den Zuschlag und machte das Schloss ab 1942 als Museum der Öffentlichkeit zugänglich.
Stürler war Hauptmann der Kavallerie.

## Archive
- Streubestände in der Burgerbibliothek Bern